# Нова Лішня
Нова́ Лі́шня — село в Україні, у Поромівській громаді Володимирського району Волинської області. Населення становить 261 осіб. Засноване в 1914 році.

## Історія
12 червня 2020 року, відповідно до розпорядження Кабінету Міністрів України № 708-р «Про визначення адміністративних центрів та затвердження територій територіальних громад Волинської області», увійшло до складу Поромівської сільської територіальної громади.
19 липня 2020 року, в результаті адміністративно-територіальної реформи та ліквідації  Іваничівського району, село увійшло до новоутвореного Володимир-Волинського району (від 18 липня 2022 Володимирського).

## Населення
Згідно з переписом УРСР 1989 року чисельність наявного населення села становила 235 осіб, з яких 107 чоловіків та 128 жінок.
За переписом населення України 2001 року в селі мешкало 258 осіб.

### Мова
Розподіл населення за рідною мовою за даними перепису 2001 року:
| Мова       | Відсоток |
| ---------- | -------- |
| українська | 97,32 %  |
| російська  | 1,53 %   |
| інші       | 1,15 %   |

## Постаті
- Артеменко Анатолій В'ячеславович (1984—2015) — солдат Збройних сил України, учасник російсько-української війни.